# Mosteiro Bizantino dos Filhos e Filhas Misericordiosos da Cruz
O Mosteiro dos Filhos e das Filhas Misericordiosos da Cruz foi fundado pelo Arquimandrita Theodoro A. C. de Oliveira na cidade de Votorantim, São Paulo.

## História
Constituía-se canonicamente, até o ano de 2015, como Mosteiro Eparquial sob as bênçãos do arcebispo Greco-Melquita para todo o Brasil dom Farès Maakaroun e supervisão da arquidiocese de Sorocaba.
As duas comunidades monásticas preservavam e partilhavam com simplicidade a espiritualidade bizantina, sob as formas do monaquismo oriental, mas com um espírito missionário, e estavam inseridas nas várias áreas da realidade pastoral onde se encontravam.

### Atualidade
Desde janeiro de 2015 esta comunidade está desligada da Igreja Católica, não obedecendo mais ao papa Francisco, ao patriarca Greco-Melquita Youssef, ao bispo eparca dom Joseph Gébara e nem ao arcebispo dom Júlio Endi Akamine. O ex-arquimandrita Theodoro uniu-se com uma denominação de confissão anglicana, onde ordenou-se bispo no dia 9 de fevereiro de 2015.
A partir de 2015 o mosteiro passou a ser uma diocese Anglicana, a chamada diocese da Santa Mãe de Deus, atualmente conhecida como Diocese Anglicana de Votorantim.
Não celebram mais em rito bizantino reconhecido pela Igreja Católica.